# Menchu Álvarez del Valle
María del Carmen «Menchu» Álvarez del Valle (Santander, 16 de gener de 1928 – Ribadesella, 27 de juliol de 2021) va ser una periodista radiofònica espanyola i àvia paterna de la reina d'Espanya, Letizia Ortiz Rocasolano.

## Biografia i carrera professional
Considerada una de les veus més populars de la ràdio asturiana, tenia dues germanes: Flora (*1921) i María Sol, "Marisol del Valle" (*1935), doctora per la Universitat Complutense de Madrid, també periodista radiofònica i professora de comunicació audiovisual. La seva mare es deia Plàcida del Valle Arribas (1900-1993); el seu pare, Eulalio Álvarez de la Fuente (1897-1983), va ser tipògraf i editor.
Va néixer a Santander, però vivia a Oviedo des dels setze anys. Va freqüentar la ràdio des de molt jove, i s'inicià a Radio Asturias. El 1947 entrà a Radio Oviedo (després REM), i treballà posteriorment a La Voz del Principado, Radiocadena Espanyola i finalment a Ràdio Nacional d'Espanya. Durant 42 anys va treballar bé com a locutora, bé com a creadora de nous espais radiofònics, destacant entre els seus programes "Coser y cantar" i "Rumbo a la gloria". Va ser presidenta de l'Associació de RTV d'Astúries entre els anys 1974 i 1980 i també promotora del I Congrés Confederal de la Federació Asturiana de Ràdio i TV, que se celebrà el 1978 a Oviedo. Es va prejubilar el 1990.
Menchu Álvarez va rebre diversos premis i reconeixements professionals, entre els quals dos premis Antena de Oro, la copa al Mèrit Radiofònic, del Consejo Superior de Relaciones Públicas de España, i el "Micrófono de honor" de la Asociación Profesional Española de Informadores de Prensa, Radio y Televisión. El 13 de febrer de 2013 el Premi Nacional de Ràdio; la seva germana Mari Sol també fou guardonada en la mateixa edició amb la mateixa distinció, el Premi María Elena Domenech, atorgat per la Acadèmia de les Arts i les Ciències Radiofòniques d'Espanya.

## Vida personal i familiar
Va saltar a la fama nacional per ser l'àvia de Letizia Ortiz Rocasolano, també periodista, quan aquesta va anunciar el seu compromís matrimonial amb el Príncep d'Astúries.
José Luis Ortiz i Menchu Álvarez del Valle, casats des de 1949, eren pares de Jesús José Ortiz Álvarez, pare de Letizia Ortiz, que igual que la seva mare es va dedicar professionalment al periodisme. El matrimoni també va tenir dues filles, María del Henar, decoradora de professió, i Cristina, padrina de bateig de la reina Letizia d'Espanya, que treballava com a governanta al Parador Nacional de Cangues d'Onís, i morí el 2001.